# 1872
1872 (MDCCCLXXII) fue un año bisiesto comenzado en lunes según el calendario gregoriano.

## Acontecimientos

### Enero
- 1 de enero:
  - En Tandil (Argentina), un grupo de decenas de criollos asesinan a 36 campesinos inmigrantes (masacre de Tandil).
  - La asociación socialista Primera Internacional mueve su sede de Londres a Nueva York.
- 23 de enero: es asesinado en Juchitán el gobernador Félix Díaz Mori, hermano del general Porfirio Díaz.

### Febrero
- 20 de febrero: en Nueva York se inaugura el Museo Metropolitano de Arte.
- 28 de febrero: en el departamento de Canelones (Uruguay) se funda la ciudad de La Paz.

### Marzo
- 1 de marzo: en Estados Unidos se funda el primer parque nacional del mundo: el parque nacional de Yellowstone.
- 4 de marzo: cerca de la localidad correntina de Empedrado (Argentina) se libra la Batalla de los Campos de Acosta.
- 14 de marzo: en la ciudad japonesa de Hamada se registra un terremoto de 7,1 que deja un saldo de 551 muertos.
- 26 de marzo: un terremoto de 7,9 deja 27 fallecidos y 56 heridos en California.

### Abril
- 1 de abril: en Lincolnshire, Inglaterra, es ejecutada por primera vez una persona bajo el método del "Long Drop" por el verdugo William Marwood.
- 3 de abril: en Antioquía (Turquía), un terremoto de 7,2 deja un saldo de 1.800 víctimas.
- 6 de abril: en Uruguay, la Paz de Abril, firmada entre los revolucionarios y el gobierno interino de Tomás Gomensoro, termina con la Revolución de las Lanzas.
- 14 de abril: en Cayo Redondo (Cuba) las tropas de Vicente García combaten contra los invasores españoles.

### Mayo
- 6 de mayo: se publica el primer número del semanario satírico barcelonés L'Esquella de la Torratxa.
- 10 de mayo: Victoria Woodhull, presenta su candidatura a la presidencia de los Estados Unidos por el partido Equal Rights.
- 22 de mayo: Georges Bizet estrena la ópera Djamileh.

### Julio
- 18 de julio: Sebastián Lerdo de Tejada asume la presidencia de México como su trigesimoprimer presidente tras la muerte del presidente Benito Juárez quien ocuparía la presidencia hasta 1875, pero tras su repentina muerte el presidente de la Suprema Corte de Justicia se haría cargo de la presidencia.
- 22 de julio: en Lima (Perú), Tomás Gutiérrez es nombrado presidente.

### Septiembre
- 21 de septiembre: en Caracas (Venezuela) se inicia la construcción del Palacio Federal Legislativo.

### Noviembre
- 5 de noviembre: Elecciones presidenciales de Estados Unidos de 1872. El presidente republicano Ulysses S. Grant gana los comicios y es reelegido en el cargo. Logra una holgada victoria de 246 votos electorales frente a los 106 del demócrata Horace Greeley.
- 12 al 13 de noviembre: en el mar Báltico, una marea ciclónica afecta las costas desde Dinamarca a Pomerania. El registro máximo de altura de las aguas llegó a 3,3 m. Murieron al menos 271 personas y 15 160 quedaron sin hogar.
- 30 de noviembre: se juega el primer partido internacional de fútbol oficial entre las selecciones de Escocia e Inglaterra (0-0).

### Diciembre
- 14 de diciembre: Un terremoto de 7,0 se deja sentir en todo el Noroeste del Pacífico.

### Fechas desconocidas
- Brasil ocupa el norte de Paraguay.
- Japón reclama a China las islas Riu-kiu.[1]
- En la India, Thomas Baring (Lord Northbrook) sucede como virrey de a Richard Southwell Bourke (Lord Mayo), asesinado por un prisionero musulmán en las islas Andamán.
- En Francia comienza el servicio militar obligatorio.
- En las Islas Canarias, el gobierno accede a cierto grado de autonomía económica y fiscal con la ley de puertos francos.
- En Barcelona (Cataluña), Rafael Roldós funda la primera agencia de publicidad de España.
- Irán: Nasereddín Shah Qayar concede el monopolio del desarrollo del ferrocarril en Irán al barón Julius de Reuter.
- Los Estados Unidos, se hacen con el primer lugar como la mayor economía internacional, al superar en PIB, al Reino Unido, aunque como la mayor superpotencia internacional, recién logra fortalecer su condición en 1945, tras el fin de la Segunda Guerra Mundial.

## Arte y literatura
- Se publica Los destinos de Sully Prudhomme.
- Gustave Courbet (pintor francés, Ornans, 1819-Vevey, 1877): Bodegón.
- César Franck (compositor belga, Lieja, 1822-París, 1890): Redacción.
- Emilio Castelar: Recuerdos de Italia.
- En Alemania, el filósofo Friedrich Nietzsche publica El nacimiento de la tragedia desde el espíritu de la música.
- August Strindberg: Mäster Olof.
- Claude Monet: Impresión, sol naciente.
- En Argentina, el escritor José Hernández publica El gaucho Martín Fierro.
- En Francia, Edgar Degas pinta La clase de danza en la ópera.
- En Reino Unido, Sheridan Le Fanu  publica "Carmilla" Una de las primeras obras escritas sobre vampiros

## Ciencia y tecnología
- 26 de mayo: en la Cueva del Cavillon (Francia) se descubren los restos del Hombre de Grimaldi, un cromañón del Paleolítico superior con caracteres negroides.
- En Bethel, cerca de Bielefeld (Alemania), Friedrich von Bodelschwingh funda un establecimiento para epilépticos.
- Gray describe por primera vez el oso marino subantártico (Arctophoca tropicalis).
- Elena Maseras, primera mujer matriculada en España en una Facultad de Medicina, siendo a su vez la primera universitaria española.
- Estados Unidos, Supera al decadente Imperio Británico como primera economía del mundo.

«Diario La Nación». Archivado desde el original el 5 de mayo de 2014. Consultado el 5 de mayo de 2014.

## Nacimientos

### Enero
- 19 de enero: Eisaburo Ueno, ingeniero agrónomo y docente japonés (f. 1925), dueño del famoso perro fiel Hachiko (1923-1935).
- 30 de enero: Eduard Bloch, médico judío austríaco, fue el médico de la familia de Adolf Hitler (f. 1945).

### Marzo

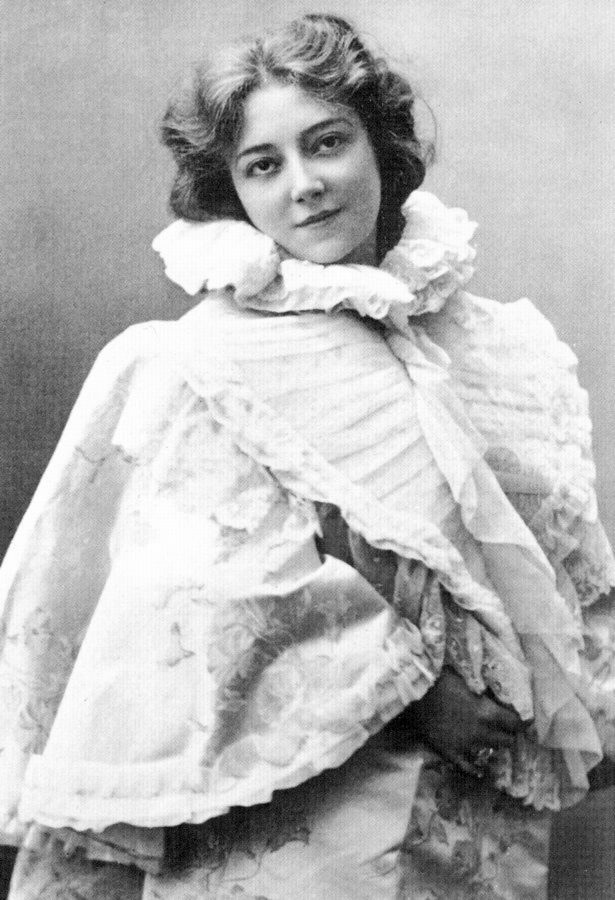
Anna Held.

- 7 de marzo: Piet Mondrian, pintor neerlandés (f. 1944).
- 8 de marzo: Anna Held, actriz polaca (f. 1918).
- 28 de marzo: José Sanjurjo, militar español (f. 1936).

### Abril
- 9 de abril: Léon Blum, político francés (f. 1950).
- 9 de abril: Enrique Corbellini, médico cirujano, ensayista y catedrático argentino (f. 1920).
- 9 de abril: Theodor Koch-Grünberg, etnólogo y explorador alemán (f. 1924).

### Mayo
- 18 de mayo: Bertrand Russell, matemático y filósofo británico, premio nobel de literatura (f. 1970).

### Julio
- 4 de julio: Calvin Coolidge, político estadounidense y 30° presidente desde 1923 hasta 1929 (f. 1933).
- 7 de julio: José Ribelles Comín, bibliógrafo y periodista español (f. 1951).
- 16 de julio: Roald Amundsen, explorador noruego (f. 1928).
- 26 de julio: Amedeo Bassi, tenor italiano (f. 1949).

### Agosto
- 13 de agosto: Richard Willstätter, químico alemán, premio nobel de química en 1915 (f. 1942).

### Septiembre
- 10 de septiembre: Vladímir Arséniev, explorador y escritor ruso (f. 1930).

### Octubre
- 4 de octubre: Alexander von Zemlinsky, compositor austriaco (f. 1942).

### Noviembre
- 9 de noviembre: Fulgencio R. Moreno, periodista, economista, diplomático e historiador paraguayo (f. 1933).
- 24 de noviembre: Georgi Chicherin, político soviético, ministro de Asuntos Exteriores entre 1918 y 1930 (f. 1936).

### Diciembre
- 25 de diciembre: Rosarito Vera, educadora argentina (f. 1950).
- 26 de diciembre: Norman Angell, escritor y político británico, premio nobel de la paz en 1933 (f. 1967).
- 28 de diciembre: Pío Baroja, escritor español (f. 1956).

### Fechas desconocidas
- Mercedes Sirvén Pérez, farmacéutica y militar cubana (f. 1948).

## Fallecimientos

### Enero
- 6 de enero: 

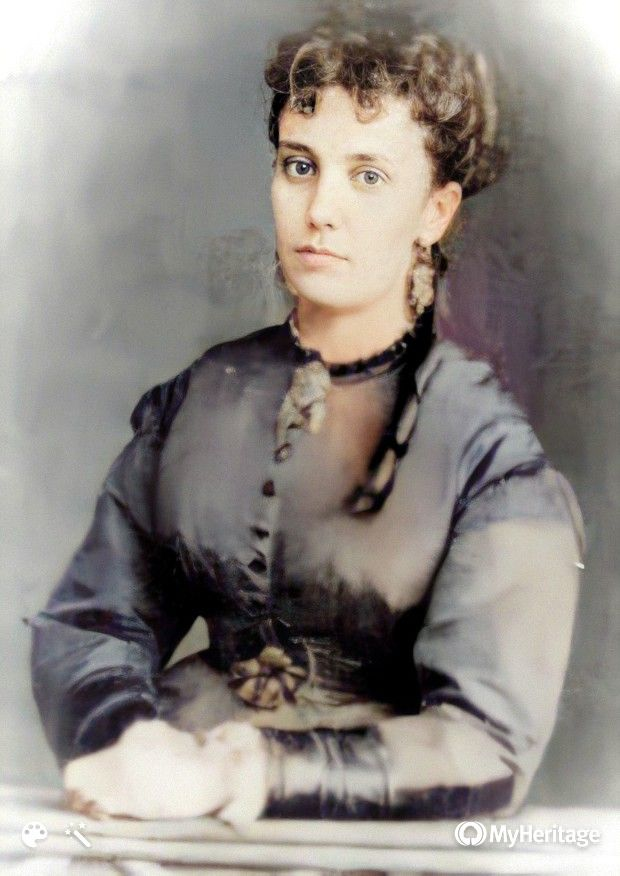
Felícitas Guerrero.

  - Agustín Morales (64), presidente boliviano (n. 1808).
  - Tata Dios (Gerónimo G. Solané), curandero y asesino serial argentino; asesinado (n. 1825).
- 23 de enero: Félix Díaz Mori, militar mexicano (n. 1833).
- 25 de enero: Richard S. Ewell, militar estadounidense (n. 1817).
- 29 de enero: Felicitas Guerrero (25), personalidad argentina (n. 1846).

### Abril
- 2 de abril: Samuel Morse, inventor estadounidense (n. 1791).
- 26 de abril: Pedro Alcántara Herrán, militar colombiano (n. 1800).

### Mayo
- 23 de mayo: Georges François Reuter, naturalista francés (n. 1805).
- 26 de mayo: Robert Wight (75), cirujano y botánico escocés (n. 1796).

### Junio
- 22 de junio: Juana de Vega, escritora española (n. 1805).
- 30 de junio: Cirilo Alameda y Brea, religioso español (n. 1781).

### Julio

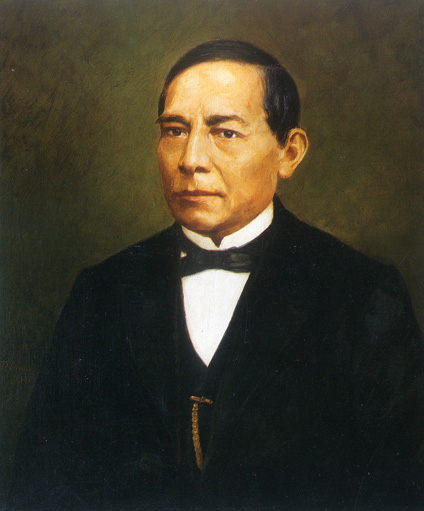
Benito Juárez.

- 18 de julio: Benito Juárez (66), político y presidente mexicano (n. 1806).
- 21 de julio: Ángel de Iturbide, príncipe mexicano (n. 1816).
- 26 de julio: 
  - Michele Carafa (84), compositor italiano (n. 1787).
  - Yamauchi Toyoshige (44), señor feudal japonés (n. 1827).

### Octubre
- 11 de octubre: Catharine R. Williams (84), poeta, escritora e historiadora estadounidense (n. 1787).
- 15 de octubre: Handrij Zejler (68), poeta, escritor y poeta sórabo alemán (n. 1804).